# Roland Neudert
Roland Neudert, né le 9 juillet 1939 à Karlsbad (Karlovy Vary, en République tchèque), est un chanteur allemand.

## Biographie
Roland Neudert suit une formation artisanale. Il passe sa jeunesse à Sonneberg, où il apprend le chant, le violon et la trompette. En 1960, il remporte le concours de jeunes talents organisé en RDA et gagne une séance d'enregistrement au Berliner Rundfunk. Un de ses premiers titres, Bleib nicht im Schatten stehn, est écrit et composé par Ralf Petersen et Dieter Schneider. En 1963, il obtient une carte professionnelle de chanteur et chante au sein de la Nationale Volksarmee et est aussi jusqu'à l'automne 1965 dans l'Erich-Weinert-Ensemble. Après la mort de sa première femme, Arite Mann, également chanteuse de schlager, il s'éloigne des chansons romantiques. En 1968, il remporte le concours de chanson schlager avec Fernfahrermelodie de Gerhard Siebholz et Dieter Schneider. Après le mariage avec Doris Neudert, dont il devient le manager, il travaille avec le Hanns-Pannasch-Band avec qui il tourne en RDA et en dehors du pays.
Après la réunification, sa carrière s'essouffle soudainement. De 1995 à 2003, il se produit avec son épouse Petra Kusch-Lück dans l'émission hebdomadaire Musikantenscheune produite par l'ORB.

## Source de la traduction
- (de) Cet article est partiellement ou en totalité issu de l’article de Wikipédia en allemand intitulé « Roland Neudert » (voir la liste des auteurs).